# Jérôme Lejeune (musicologue)
Pour les articles homonymes, voir Jérôme Lejeune (homonymie) et Lejeune.
Jérôme Lejeune (né à Liège le 3 février 1952) est un musicologue, gambiste et homme de radio belge, promoteur des musiques anciennes.

## Biographie
Jérôme Lejeune, fils de la musicologue Suzanne Clercx-Lejeune (1910–1985) et de l'historien Jean Lejeune, obtient sa licence en musicologie en 1973 à l'université de Liège (ULg) avec un mémoire intitulé « La Lyra-Viol en Angleterre (1601-1682) »
Il étudie la viole de gambe au conservatoire de Bruxelles, dans la classe de Wieland Kuijken.
À partir de 1976 il est professeur d'histoire de la musique au Conservatoire royal de Liège.
À la fin des années 1970, Jérôme Lejeune joue de la viole au sein de l'ensemble Musica Aurea.
Il consacre ensuite sa carrière à la promotion des musiques anciennes (non seulement baroque mais également médiévale, renaissance, classique et pré-romantique) à travers:
- ses émissions de radio sur les antennes de la chaîne de musique classique de la radio publique belge Musiq3[1] :
  - Musique Ancienne Aujourd'hui ;
  - Le Matin des Baroqueux[2] ;
- la création en 1980 du label de disques classiques Ricercar[1] et l'animation de ce label, qui produira près de 400 disques ;
- la direction artistique et la production de nombreux enregistrements de l'ensemble baroque wallon Ricercar Consort ;
- son activité de professeur d'Histoire de la musique au Conservatoire royal de Liège[2] depuis 1976 ;
- la direction artistique (de 1971 à 1982 et de 2003 à 2007) du festival Nuits de Septembre[1] fondé par sa mère à Liège, Suzanne Clercx-Lejeune ;
- une participation occasionnelle à l'émission de discographie comparée[2] La Table d'écoute sur les ondes de Musiq3.

## Publications
- Alfonso Ferrabosco II et ses œuvres pour lyra-viol, Revue Belge de Musicologie pp. 128–135, 1974-1976[3],[4]

## Productions discographiques
À la fin des années 1970, Jérôme Lejeune enregistre avec l'ensemble Musica Aurea une sélection de Terpsichore de Michael Prætorius mais aucun des éditeurs de disques contactés n'en veut, ce qui amène Lejeune à décider de fonder son propre label, lors d'une réunion avec l'organiste Bernard Foccroulle, le violiste Philippe Pierlot, le compositeur Philippe Boesmans et le compositeur et chef d'orchestre Pierre Bartholomée.
C'est ainsi que Jérôme Lejeune crée en 1980 à Liège le label discographique belge Ricercar dont il est non seulement le fondateur mais également le directeur artistique et même le preneur de son attitré. L'ensemble Ricercar Consort fut créé au départ pour les enregistrements du label, avant de devenir une formation autonome.
Le catalogue du label Ricercar compte en 2021 plus de 400 enregistrements dont voici quelques exemples :
- 1988 : Deutsche Barock Kantaten (III) (Schein, Tunder, Buxtehude) 
  - avec Greta De Reyghere et Agnès Mellon
  - enregistré à l'église Saint-Apollinaire de Bolland en juin 1988
- 1989 : Deutsche Barock Kantaten (V) (Hammerschmidt, Selle Schein, Schütz, Tunder, Weckmann, Lübeck) 
  - avec Greta De Reyghere, Agnès Mellon et Dominique Visse
  - enregistré à l'ancienne abbaye de Stavelot en avril 1989
- 1989 : Motets à deux voix de Henry Du Mont
  - avec Greta De Reyghere, Agnès Mellon, James Bowman, Guy de Mey et Max Van Egmond
  - enregistré à l'église Saint-Apollinaire de Bolland en septembre 1989
- 1989 : Cembalo Konzerte e-moll, Sinfonia d-moll, Konzert f-dur de Wilhelm-Friedemann Bach 
  - avec Guy Penson, clavecin
  - enregistré à l'ancienne abbaye de Stavelot en octobre 1989
- 1995 : Matthäus Passion (1672) de Johann Sebastiani (Deutsche Barock Kantaten XI)
  - avec  Greta De Reyghere, Vincent Grégoire, Stéphane Van Dijck, Hervé Lamy, Max Van Egmond
  - enregistré à l'église Saint-Apollinaire de Bolland en avril 1995
- 2009 : Il Regno d'Amore de Girolamo Frescobaldi
  - avec Mariana Flores et l'Ensemble Clematis, dirigé par Leonardo García-Alarcón

## Sources
- Conservatoire Royal de Liège - Histoire de la musique : Jérôme Lejeune